# فرودگاه پورت هایدن
 فرودگاه پورت هایدن (به انگلیسی: Port Heiden Airport) یک فرودگاه همگانی بهره‌برداری هوایی (۲۰۰۶) با کد یاتا PTH است که یک باند فرود شن دارد و طول باند آن ۱۵۲۴ متر است. این فرودگاه در کشور ایالات متحده آمریکا قرار دارد و در ارتفاع ۲۹ متری از سطح دریا واقع شده است.